# Berényi Sándor (ügyvéd)
Berényi Sándor, született Gansl Sándor (Bicske, 1865. május 3. – Budapest, 1943. február 18.) ügyvéd, jogi szakíró.

## Életpályája
Berényi (Gansl) Jakab lovasberényi származású szabó és Kuttner Léni (1841–1907) fia. Jogtudori oklevelét a budapesti egyetemen nyerte el. Pollák Illés ügyvédi irodájában kezdte meg a joggyakorlatot. Jogügyi elöljárója és ügyésze volt a budai izraelita hitközségnek, alelnöke az Országos Izraelita Patronage Egyesületnek és az Izraelita Szünidei Gyermektelep Egyesületnek. Első könyvét Lakbérleti jog és eljárás címen dr. Graber Károllyal közösen írta. Majd 1905-ben dr. Tarján Nándorral együtt megírta A magyar állampolgárság megszerzése és elvesztése című művét. Jogirodalmi működése mellett a felekezeti sajtónak is munkatársa volt.
Házastársa dr. Gonda László orvos és Heller Regina lánya, Gonda Anna (1870–1945) volt, akivel 1893. március 12-én kötött házasságot.

## Művei
- Lakbérleti jog és eljárás kapcsolatban Budapest főváros lakbérleti szabályzatával és a m. kir. igazságügyministernek 1894. évi 4873. számú rendeletével - Graber Károly (társszerző) - Budapest, Athenaeum, 1901
- A bérbeadó és bérlő jogviszonya a háborús rendeletek szerint - Budapest, Globus Nyomda, 1917
- Útmutató örökségi ügyekben: a törvényen és végrendeleten alapuló öröklési jog vázlatos ismertetése - Budapest, Székely Nyomda, 1941
- Az 1941. évi lakásrendelet - Budapest, Székely Nyomda, 1941
- A fajvédelem és a házasságkötés jogszabályai - Budapest, Springer Nyomda, 1941